# Красне (ґміна)
Ґміна Красне (пол. Gmina Krasne) —  колишня сільська ґміна Золочівського повіту Тернопільського воєводства Польської республіки (1918—1939) рр.

1 серпня 1934 р. було створено ґміну Красне у Золочівському повіті. До неї увійшли сільські громади: Балучин, Безброди, Красне, Куткір, Мала Вільшанка, Острів, Русилів, Скнилів, Сторонибаби, Утішків, Бортків, Ферлеївка (частина).
У 1934 р. територія ґміни становила 143,88 км². Населення ґміни станом на 1931 рік становило 13 458 осіб. Налічувалось 2 521 житлових будинків.
В 1940 році ґміна була ліквідована у зв'язку з утворенням Красненського району.